# حسن‌آباد (اقلید)
شهر ملی قالی
شهر حسن‌آباد مرکز بخش حسن آباد ،شهرستان اقلید واقع در سرحدچهاردانگه استان فارس ، شهری سردسیری است که با ارتفاع بیش از ۲۱۳۵ متر از سطح دریا به عنوان یکی از مرتفع‌ترین و سردترین نقاط ایران شناخته میشود. این شهر در ۱۳۵ کیلومتری شمال شیراز دارای زمستان‌ های سرد و خشک و تابستانی خنک و معتدل، محلی مناسب برای گردش و تفریح تابستانی میباشد. 
شهر حسن آباد در سال ۱۴۰۴ به طور رسمی از سوی وزارتخانه میراث فرهنگی و گردشگری به عنوان شهر ملی قالی ثبت و معرفی گردید.

## مردم
مردم بومی این شهر فارس زبان و از طوایف ایل باصری هستند. همچنین اقلیتی از ترکان قشقایی نیز در این شهر سکونت دارند.

## جمعیت
جمعیت این شهر بر پایه سرشماری مرکز آمار ایران در سال ۱۳۹۵، برابر با ۲،۰۴۵ تن است.